# سكوت تورنر
سكوت تورنر (بالإنجليزية: Scott Turner)‏ هو لاعب كرة قدم أمريكية وسياسي أمريكي، ولد في 26 فبراير 1972 في ريتشاردسون في الولايات المتحدة. حزبياً، نشط في الحزب الجمهوري. وقد انتخب عضو مجلس نواب تكساس.

## روابط خارجية
- سكوت تورنر على موقع الاتحاد الدولي لألعاب القوى (الإنجليزية)
- سكوت تورنر على موقع مرجع كرة القدم المحترفة.كوم (الإنجليزية)